# Werner Brückner
Werner Brückner (13 de Outubro de 1915) foi um comandante de U-Boot que serviu na Kriegsmarine durante a Segunda Guerra Mundial.

## Carreira
Werner Brückner comissionou o U-2351 da classe XXIII no dia 30 de dezembro de 1944, não realizando nenhuma patrulha de guerra durante o conflito. Rendeu o seu U-Boot no dia 5 de maio de 1945 em Flensburg, Alemanha.

### Patentes
| Leutnant zur See Kr.O | 1 de janeiro de 1944 |
| Oberleutnant zur See  | 1 de janeiro de 1945 |

### Condecorações
| Cruz de Ferro 2ª Classe     | 1941                   |
| Distintivo de Guerra U-Boot | 27 de setembro de 1942 |